# Zvonik na preslicu
Zvonik na preslicu okomiti je produžetak pročelja u kojemu se nalazi jedan ili više otvora za zvona. Nalazi se na skromnijim crkvama umjesto zvonika. Zbog konstrukcije, u otvorima mogu biti smještena manja zvona, a njima se zvoni najčešće uz pomoć konopa spuštenog do tla.
Nastali su redukcijom zvonika, a na tlu Hrvatske prvi su put zabilježeni na Braču u doba romanike.